# Janez Melhijor Mader
Janez Melhijor Mader, slovenski konjar, deloval med leti 1600 ~ 1700. 
V službi barona, kasnejšega kneza Eggenberga, je izdal strokovni spis v dveh knjigah o ravnanju s konji Equestria, sive de arte bene equitandi.